# Hermosa juventud
Hermosa juventud es un drama español de 2014, con guion del guionista Enric Rufas (enlace roto disponible en Internet Archive; véase el historial, la primera versión y la última). y dirigida por Jaime Rosales. Fue seleccionada para competir en la sección Un Certain Regard del Festival Internacional de Cine de Cannes de 2014 donde ganó el premio de Jurado Ecuménico.

## Argumento
Una joven pareja trata de sobrevivir en la España actual. Sin dinero ni perspectivas, la realidad les obligará a madurar.

## Reparto
- Ingrid García Jonsson
- Carlos Rodríguez
- Inma Nieto
- Fernando Barona
- Juanma Calderón

## Localización de rodaje
La película se rodó en Madrid y en Hamburgo.

## Premios y reconocimientos
| Certamen           | Categoría               |                             | Resultado |
| ------------------ | ----------------------- | --------------------------- | --------- |
| Festival de Cannes | Premio Jurado Ecuménico |                             | Ganador   |
| Premios Feroz      | Mejor Drama             |                             | Nominada  |
| Premios Feroz      | Mejor guion             | Jaime Rosales y Enric Rufas | Nominado  |
| Premios Feroz      | Mejor actriz            | Ingrid García-Jonsson       | Nominada  |
| Premios Goya       | Mejor actriz revelación | Ingrid García-Jonsson       | Nominada  |